# Duncan, Oklahoma
Duncan är administrativ huvudort i Stephens County i den amerikanska delstaten Oklahoma. Kommunen grundades år 1892 i samband med att järnvägen kom till Duncan. Halliburtons grundare Erle P. Halliburton flyttade sitt företag till Duncan år 1921. I stadens Memorial Park finns en staty som föreställer oljemagnaten Halliburton. Halliburtons huvudkontor var i Duncan fram till år 1961 då det flyttades till Dallas i Texas.

## Kända personer från Duncan
- Jari Askins, politiker
- Hoyt Axton, singer-songwriter
- Ron Howard, skådespelare
- Jeane Kirkpatrick, diplomat